# Križni Vrh (gmina Mokronog-Trebelno)
Križni Vrh – wieś w Słowenii, w gminie Mokronog-Trebelno. W 2018 roku liczyła 17 mieszkańców.